# Никарагуанска гигантска стъклена жаба
Никарагуанските гигантски стъклени жаби (Espadarana prosoblepon) са вид земноводни от семейство Стъклени жаби (Centrolenidae).
Срещат се в Централна Америка и северозападните части на Южна Америка.
Таксонът е описан за пръв път от германския зоолог Оскар Бьотгер през 1892 година.